# Sander Kartum
Sander Erik Kartum (Stjørdal, 3 ottobre 1995) è un calciatore norvegese, centrocampista degli Hearts.

## Carriera

### Club
Kartum è cresciuto nelle giovanili del Lånke, per poi entrare a far parte di quelle dello Stjørdals-Blink. Ha esordito in 3. divisjon con quest'ultima maglia, in data 8 luglio 2012: ha sostituito Mats Lillebo nella vittoria casalinga per 10-1 arrivata sul Brumunddal 2. Ha contribuito alla promozione della squadra in 2. divisjon, arrivata al termine del campionato 2014. Il 25 settembre 2016 ha trovato il primo gol per lo Stjørdals-Blink, in occasione della vittoria per 5-0 arrivata sul Rosenborg 2. Alla fine di quella stessa annata, la squadra è retrocessa nuovamente in 3. divisjon; lo Stjørdals-Blink ha trovato nuovamente la promozione nel campionato 2017. Nella 2. divisjon 2019, il club ha centrato una nuova promozione, in 1. divisjon.
L'11 gennaio 2021 è stato ufficializzato il trasferimento di Kartum al Kristiansund BK, compagine per cui ha firmato un contratto triennale. Il 9 maggio successivo ha quindi debuttato in Eliteserien, venendo impiegato da titolare nella sconfitta per 2-0 subita sul campo del Molde. Il 27 maggio 2021 ha trovato il primo gol nella massima divisione locale, con cui ha sancito il successo per 0-1 sul campo del Sarpsborg 08. Il Kristiansund BK è retrocesso in 1. divisjon al termine del campionato seguente.
Il 2 luglio 2023 è stato ufficializzato il suo passaggio al Brann, tornando pertanto in Eliteserien: il giocatore ha firmato un accordo valido fino al 31 dicembre 2026 e si sarebbe aggregato alla nuova squadra a partire dal 1º agosto, data di riapertura del calciomercato locale. Ha esordito con la nuova casacca il 6 agosto, venendo schierato titolare nella vittoria per 0-2 in casa dell'HamKam, risultato a cui ha contribuito con un gol. Il 10 agosto 2023 ha disputato la prima partita nelle competizioni UEFA per club, seppure nei turni preliminari: è stato titolare nella sconfitta per 2-1 subita in casa dell'Arouca, terzo turno di qualificazione all'Europa Conference League.
Il 24 gennaio 2025 è stato annunciato il suo approdo agli scozzesi degli Hearts, per cui ha firmato un contratto valido per i successivi due anni e mezzo.

## Statistiche

### Presenze e reti nei club
Statistiche aggiornate al 24 gennaio 2025.
| Stagione               | Club                   | Campionato             | Campionato | Campionato | Coppe nazionali | Coppe nazionali | Coppe nazionali | Coppe continentali | Coppe continentali | Coppe continentali | Supercoppe | Supercoppe | Supercoppe | Totale | Totale |
| Stagione               | Club                   | Comp                   | Pres       | Reti       | Comp            | Pres            | Reti            | Comp               | Pres               | Reti               | Comp       | Pres       | Reti       | Pres   | Reti   |
| ---------------------- | ---------------------- | ---------------------- | ---------- | ---------- | --------------- | --------------- | --------------- | ------------------ | ------------------ | ------------------ | ---------- | ---------- | ---------- | ------ | ------ |
| 2012                   | Stjørdals-Blink        | 3D                     | 5          | 0          | CN              | 0               | 0               | -                  | -                  | -                  | -          | -          | -          | 5      | 0      |
| 2013                   | Stjørdals-Blink        | 3D                     | 7          | 0          | CN              | 1               | 0               | -                  | -                  | -                  | -          | -          | -          | 8      | 0      |
| 2014                   | Stjørdals-Blink        | 3D                     | 11         | 0          | CN              | 0               | 0               | -                  | -                  | -                  | -          | -          | -          | 11     | 0      |
| 2015                   | Stjørdals-Blink        | 2D                     | 8          | 0          | CN              | 0               | 0               | -                  | -                  | -                  | -          | -          | -          | 8      | 0      |
| 2016                   | Stjørdals-Blink        | 2D                     | 11         | 3          | CN              | 2               | 0               | -                  | -                  | -                  | -          | -          | -          | 13     | 3      |
| 2017                   | Stjørdals-Blink        | 3D                     | 25         | 5          | CN              | 2               | 0               | -                  | -                  | -                  | -          | -          | -          | 27     | 5      |
| 2018                   | Stjørdals-Blink        | 2D                     | 24         | 4          | CN              | 1               | 1               | -                  | -                  | -                  | -          | -          | -          | 25     | 5      |
| 2019                   | Stjørdals-Blink        | 2D                     | 24         | 8          | CN              | 2               | 0               | -                  | -                  | -                  | -          | -          | -          | 26     | 8      |
| 2020                   | Stjørdals-Blink        | 1D                     | 28+2       | 6+0        | -               | -               | -               | -                  | -                  | -                  | -          | -          | -          | 30     | 6      |
| Totale Stjørdals-Blink | Totale Stjørdals-Blink | Totale Stjørdals-Blink | 133+2      | 26+0       |                 | 8               | 1               |                    | -                  | -                  |            | -          | -          | 143    | 27     |
| 2021                   | Kristiansund BK        | ES                     | 25         | 4          | CN              | 3               | 0               | -                  | -                  | -                  | -          | -          | -          | 28     | 4      |
| 2022                   | Kristiansund BK        | ES                     | 28         | 2          | CN              | 3               | 0               | -                  | -                  | -                  | -          | -          | -          | 31     | 2      |
| gen.-lug. 2023         | Kristiansund BK        | 1D                     | 14         | 3          | CN              | 2               | 1               | -                  | -                  | -                  | -          | -          | -          | 16     | 4      |
| Totale Kristiansund BK | Totale Kristiansund BK | Totale Kristiansund BK | 67         | 9          |                 | 8               | 1               |                    | -                  | -                  |            | -          | -          | 75     | 10     |
| ago.-dic. 2023         | Brann                  | ES                     | 12         | 3          | CN              | -               | -               | UECL               | 4                  | 0                  | -          | -          | -          | 16     | 3      |
| 2024                   | Brann                  | ES                     | 28         | 4          | CN              | 3               | 0               | UECL               | 6                  | 0                  | -          | -          | -          | 37     | 4      |
| Totale Brann           | Totale Brann           | Totale Brann           | 40         | 7          |                 | 3               | 0               |                    | 10                 | 0                  |            | -          | -          | 53     | 7      |
| gen.-giu. 2025         | Hearts                 | SP                     | 0          | 0          | CS+CdL          | 0               | 0               | UEL+UECL           | -                  | -                  | -          | -          | -          | 0      | 0      |
| Totale                 | Totale                 | Totale                 | 240+2      | 42+0       |                 | 19              | 2               |                    | 10                 | 0                  |            | -          | -          | 271    | 44     |